# Mukot
Mukot (en népalais : मुकोट) est un comité de développement villageois du Népal situé dans le district de Dolpa. Au recensement de 2011, il comptait 705 habitants.